# CNOT1
CNOT1‏ (CCR4-NOT transcription complex subunit 1) هوَ بروتين يُشَفر بواسطة جين CNOT1 في الإنسان.